# Маелстрьом
Маелстрьом (на норвежки: Malstrøm) е голям и силен водовъртеж в един от протоците на Лофотенските острови, край северозападното крайбрежие на Норвегия. За пръв път е отбелязан в географски атлас от Герардус Меркатор през 16 век. Самото наименование е дадено от Едгар Алан По в разказа му Спускане в Маелстрьом от 1841 г.
Протокът Москстраумен е широк близо 8 km, с неравно пясъчно-скалисто дъно, което се издига стръмно от запад на изток. Приливите нахлуват от запад в посока към Норвегия, след това при отлив водата сякаш се срива обратно. Приливната вода се носи бясно, притисната в тесния проток, блъска се в норвежкия бряг, завърта се и се понася обратно. Маелстрьом се причинява от водни течения от северната, средната и южната част на протока, всяко от които тече в различна посока и с различна скорост.